# Hubert Kusz

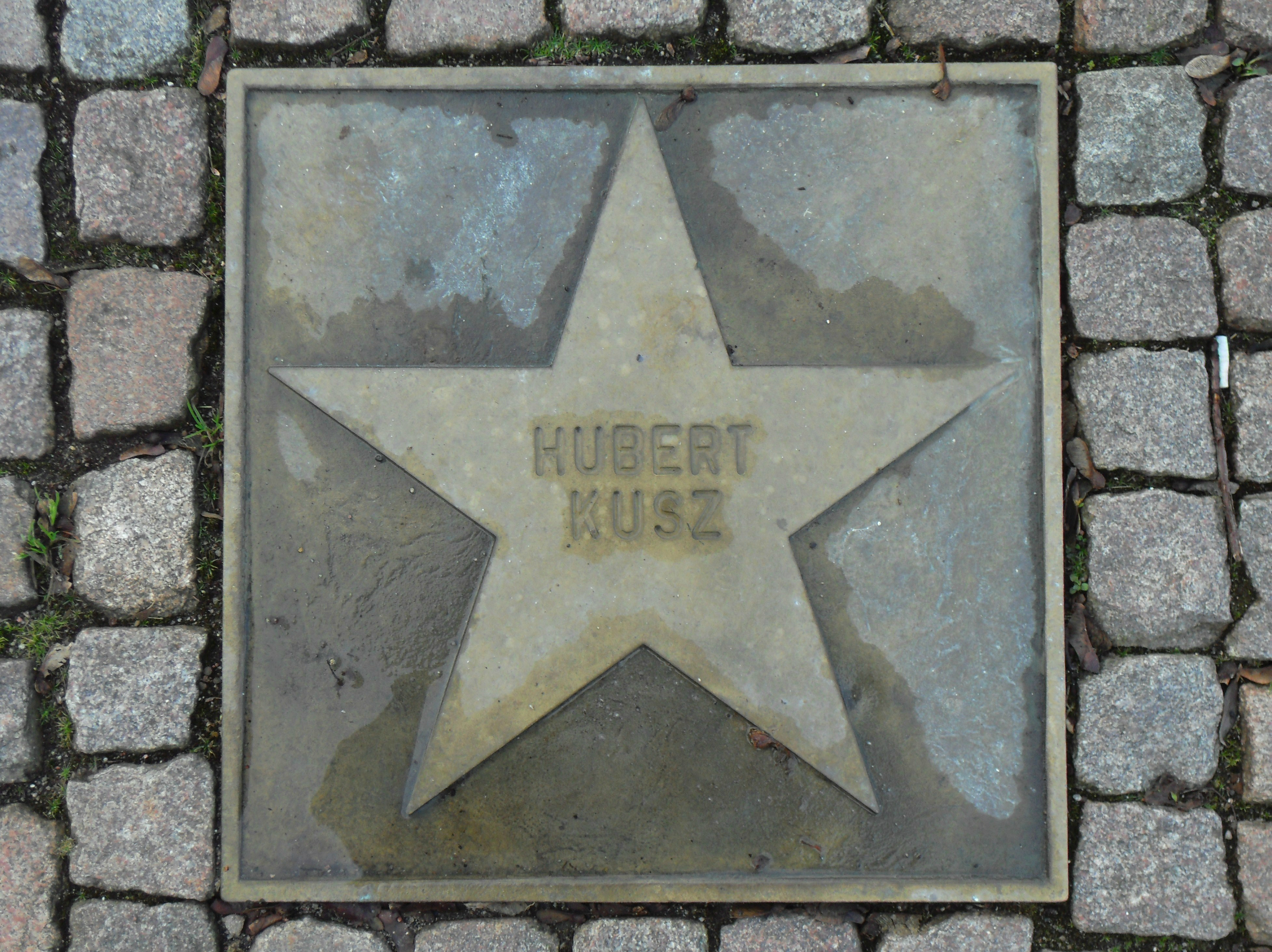
Gwiazda Huberta Kusza w Alei Gwiazd Lechii Gdańsk, na koronie stadionu przy ul. Traugutta

Hubert Paweł Kusz (ur. 21 września 1928 w Chorzowie, zm. 4 sierpnia 2017 w Bydgoszczy) – polski piłkarz grający na pozycji obrońcy. Przez całą sportową karierę był zawodnikiem Lechii Gdańsk. W 2011 roku został odznaczony Złotym Krzyżem Zasługi.

## Kariera
W barwach Lechii zadebiutował 24 kwietnia 1949 roku, w meczu z Wartą Poznań. W pierwszym sezonie rozegrał 18 spotkań w podstawowym składzie, spadając z klubem do II Ligi Zachodniej. W kolejnym sezonie wystąpił w 9 spotkaniach sezonu zasadniczego, zdobywając 1 bramkę, a także w barażach o powrót do I ligi. W 1952 wystąpił w pucharze zlotu młodych przodowników. W sezonie 1953 wystąpił w 14 spotkaniach ligowych, z których 11 zagrał od 1 minuty. W sezonie 1953/1954 wystąpił także w 2 meczach drugiej drużyny w spotkaniach o Puchar Polski. W sezonie 1954 był podstawowym zawodnikiem i wystąpił w 16 spotkaniach II ligi. W 1955 roku wystąpił w 19 spotkaniach I ligi, dwukrotnie opuszczając boisko przed końcem meczu. W kolejnym sezonie wystąpił w 18 spotkaniach ligowych i 2 spotkaniach Pucharu Polski. W sezonach 1957 i 1958 zagrał po 21 meczów ligowych, będąc we wszystkich meczach podstawowym zawodnikiem. W sezonie 1959 rozegrał dla Lechii 22 spotkania ligowe od pierwszej do ostatniej minuty. W ostatnim swoim sezonie rozegrał 4 spotkania, raz wchodząc z ławki rezerwowych. Na boisku spędził 16 211 minut.